# Third Degree Films
Third Degree Films (estilizado como 3rd Degree) es el nombre de un estudio de cine pornográfico estadounidense, filial del también estudio Zero Tolerance, dedicado a la grabación y producciones de películas de temática gonzo.

## Historia
La empresa fue fundada en 2002 por Joey Wilson, teniendo su sede central en Los Ángeles (California). En 2006, la compañía presentó una demanda contra el sitio web AdultsAllowed.com, solicitando más de 15 millones dólares por daños y perjuicios y una acusación de infracción de derechos de autor. Ese mismo año, la compañía comenzó a incluir una pista adicional en idioma español en sus DVD para aprovechar la cada vez más importante demografía de habla hispana en los Estados Unidos y América Latina.
En 2007, la compañía firmó un acuerdo con Hustler TV para proporcionar su contenido en el canal en todo el continente americano. En 2008, Third Degree, junto a su empresa matriz, presentaron otra nueva demanda contra el sitio de alquiler de DVD Movixo Inc., alegando piratería de sus producciones. Antes de que la Justicia pudiera dictar sentencia, las partes llegaron a un acuerdo extrajudicial por un valor de 15 millones de dólares.
En 2009, la película del estudio The Cougar Club, dirigida por Miles Long, ganó un Premio AVN al Mejor Lanzamiento de MILF, estableciendo el estándar para las películas de ese género. En 2012, otra producción también de Long, Nylons 8, ganó el premio al Mejor lanzamiento fetichista.
Especializada en temáticas relacionadas con el sexo gonzo, MILF y fetichista, Third Degree ha rodado más de 800 películas. Además de las películas independientes, muchas de las mismas forman parte de seriales como Tits Ahoy, Too Small To Take It All, Girlfriends, Crack Addict, Busty Office Milfs, Finger Licking Good, Hand to Mouth, Nylons, Ready Wet Go, She's a Handful o Sweet Cream Pies.

## Actrices
Debido a su volumen de trabajo, por los estudios de 3rd Degree han pasado multitud de actrices porno destacadas como Ivy Wolfe, Sarah Vandella, Kagney Linn Karter, Reagan Foxx, Kendra Lust, Joanna Angel, Nina Elle, Alina Lopez, Cindy Starfall, Romi Rain, Lena Paul, Carmen Caliente, Whitney Wright, India Summer, Penny Flame, Nikki Benz, Aaliyah Love, Alena Croft, Cadence Lux, Riley Reid, Abella Danger, Britney Amber, Kenzie Taylor, Kleio Valentien, Ryan Keely, Luna Star, Shyla Stylez, Devon Lee, Naomi, Carmella Bing, Katja Kassin, Tyla Wynn, Avi Love, Krissy Lynn, Annette Schwarz, Gina Lynn, Harmony Rose, Jada Fire, Honey Gold, Gina Valentina, Jenna Haze, Silvia Saige, Asa Akira, Tori Black, Tory Lane, Natasha Nice, Julia Ann, Alexis Texas, Sasha Grey, Keisha Grey, Cherie DeVille, Francesca Le, Richelle Ryan, Rebeca Linares, Katsuni, Gianna Michaels, Lexi Belle, Tanya Tate, Chanel Preston, Gracie Glam, Mya Diamond, Alektra Blue, Debi Diamond, Raquel Devine, Shayla LaVeaux, Phoenix Marie, Sara Jay, Janet Mason, Ava Addams, Valentina Nappi, Aidra Fox, Penny Pax, Brett Rossi, Verónica Rodríguez, Amber Rayne, Adriana Chechik, Eva Angelina, Marica Hase, Madison Ivy, Sativa Rose, Melissa Lauren, Monica Sweetheart, Ana Foxxx, Sandra Romain, Eve Laurence, Jenna Presley, Juelz Ventura, Kristina Rose, Abigail Mac, Christie Stevens, Nikki Delano, Zoey Holloway, Sarah Jessie, Eva Karera, Dyanna Lauren, Raylene, Rayveness, Elsa Jean, Dani Daniels, Mia Malkova, Dahlia Sky, Amy Reid, Karlee Grey, Lily LaBeau, Giselle Palmer, Stella Cox, Amirah Adara, Chanell Heart, Briana Banks, Brianna Love, Alyssa Reece, Shy Love, Sienna West, Claire Robbins, Taryn Thomas, Vannah Sterling, Victoria Valentino, Brittany O'Connell, Diana Doll, Kylie Ireland, Ginger Lynn, Dyanna Lauren o Tyler Faith, entre otras muchas.

## Premios
- Premios AVN de 2009 - Mejor lanzamiento MILF por The Cougar Club[20]
- Premios AVN de 2010 - Mejor lanzamiento de masturbación por All Alone 4[21][22]
- Premios AVN de 2012 - Mejor lanzamiento fetichista por Nylons 8[23]